# Федьково (Тверская область)
Фе́дьково — деревня в Торопецком районе Тверской области.  Входит в состав Василёвского сельского поселения.

## История
На топографической трехверстовой карте Фёдора Шуберта, изданной в 1871 году обозначены деревни Фадькова (6 дворов) и Рылова (6 дворов).
В списке населённых мест Торопецкого уезда Псковской губернии за 1885 год значатся две деревни: Фролово (Рылово) — 7 дворов, 43 жителя и Мещаниново (Федьково) — 10 дворов, 63 жителя.
На карте РККА 1923—1941 годов обозначены деревни Федьково (25 дворов) и Рылово (21 двор).

## География
Деревня находится в юго-восточной части Торопецкого района. Расположена на правом берегу реки Торопа. Севернее находится озеро Яссы. Расстояние до районного центра Торопец составляет 6,5 километров.

## Климат
Деревня, как и весь район, относится к умеренному поясу северного полушария и находится в области переходного климата от океанического к материковому. Лето с температурным режимом +15…+20 °С (днём +20…+25 °С), зима умеренно-морозная −10…-15 °С; при вторжении арктических воздушных масс до −30…-40 °С.
Среднегодовая скорость ветра 3,5-4,2 метра в секунду.

## Население
| 2010 |
| ---- |
| 31   |

В 2002 году население деревни составляло 57 человек.
Национальный состав
Согласно результатам переписи 2002 года, в национальной структуре населения русские составляли 95 % от жителей.